# 川野将虎
川野将虎（日语：／ Kawano Masatora，1998年10月23日—），日本男子田径运动员，2019年世界大运会男子团体20公里竞走金牌得主和男子20公里竞走银牌得主、2022年世界田径锦标赛男子35公里竞走银牌得主。